# Kirker i Sorø Amt
Sorø Amt blev dannet ved en sammenlægning af først Ringsted Amt og Sorø Amt i 1748 der så blev sammenlagt med Korsør Amt (bestod af Slagelse Herred) og
Antvorskov Amt (der bestod af Vester- og Øster Flakkebjerg Herreder) i 1798
Amtet blev i 1970 lagt sammen med Holbæk Amt til Vestsjællands Amt

## Alsted Herred
- Alsted Kirke
- Bjernede Kirke
- Bromme Kirke
- Fjenneslev Kirke
- Flinterup Kirke
- Gyrstinge Kirke
- Lynge Kirke
- Munke Bjergby Kirke
- Slaglille Kirke
- Sorø – Pedersborg Kirke
- Sorø – Sorø Klosterkirke
- Stenmagle Kirke
- Vester Broby Kirke

## Ringsted Herred
- Allindemagle Kirke
- Bringstrup Kirke
- Bråby Kirke
- Farendløse Kirke
- Freerslev Kirke
- Haraldsted Kirke
- Haslev Kirke
- Høm Kirke
- Jystrup Kirke
- Kværkeby Kirke
- Nordrup Kirke – Nordrupøster Sogn
- Ringsted – Benløse Kirke
- Ringsted – Skt. Bendts Kirke – Ringsted Sogn
- Ringsted – Klostermarkskirken – Ringsted Sogn
- Sigersted Kirke
- Sneslev Kirke
- Teestrup Kirke
- Terslev Kirke
- Valsølille Kirke
- Vetterslev Kirke
- Vigersted Kirke
- Øde Førslev Kirke
- Ørslev Kirke

## Slagelse Herred
- Boeslunde Kirke
- Gerlev Kirke
- Gudum Kirke
- Hejninge Kirke
- Hemmeshøj Kirke
- Kindertofte Kirke
- Korsør – Halskov Kirke
- Korsør – Sankt Povls Kirke
- Lundforlund Kirke
- Nordrup Kirke – Nordrupvester Sogn
- Ottestrup Kirke
- Slagelse – Antvorskov Kirke
- Slagelse – Helligåndskirken i Sankt Peders Sogn
- Slagelse – Nørrevangskirken
- Slagelse – Sankt Mikkels Kirke
- Slagelse – Sankt Peders Kirke
- Slots Bjergby Kirke
- Sludstrup Kirke
- Sorterup Kirke
- Stillinge Kirke
- Sønderup Kirke
- Tårnborg Kirke
- Vemmelev Kirke

## Vester Flakkebjerg Herred
- Agersø Kirke
- Eggeslevmagle Kirke
- Flakkebjerg Kirke
- Fårdrup Kirke
- Gimlinge Kirke
- Holsteinborg Kirke
- Hyllested Kirke
- Hårslev Kirke
- Høve Kirke
- Kirkerup Kirke
- Magleby Kirke
- Omø Kirke
- Skælskør – Sankt Nicolai Kirke – Skælskør Sogn
- Skørpinge Kirke
- Sønder Bjerge Kirke
- Sørbymagle Kirke
- Ting Jellinge Kirke
- Tjæreby Kirke
- Venslev Kirke
- Ørslev Kirke

## Øster Flakkebjerg Herred
- Fodby Kirke
- Fuglebjerg Kirke
- Fyrendal Kirke
- Førslev Kirke
- Gunderslev Kirke
- Haldagerlille Kirke
- Herlufsholm Kirke
- Holsted Kirke i Holsted Sogn
- Hyllinge Kirke
- Karrebæk Kirke
- Krummerup Kirke
- Kvislemark Kirke
- Marvede Kirke
- Tystrup Kirke
- Vallensved Kirke